# Iwona Pyżalska
Iwona Pyżalska, född 29 april 1973,  är en polsk kanotist.
Hon tog bland annat VM-silver i K-1 200 meter i samband med sprintvärldsmästerskapen i kanotsport 2005 i Zagreb.